# Теленовела
Теленовела (ісп. telenovela — «телевізійний роман») — це переважно мелодраматичні або драматичні серіали про кохання.

## Історія
Цей телевізійний продукт спершу з'явився в Латинській Америці, а саме на Кубі де зняли у 1948 році першу теленовелу під назвою «Право на народження» за ідеєю Фелікса Кайне. Наприкінці 40-х, на початку 50-х теленовели почали знімати в таких країнах, як Мексика, Бразилія, Венесуела. Пізніше перші теленовели появились в Аргентині, Колумбії, а ще пізніше в 60-х в Перу і Чилі.

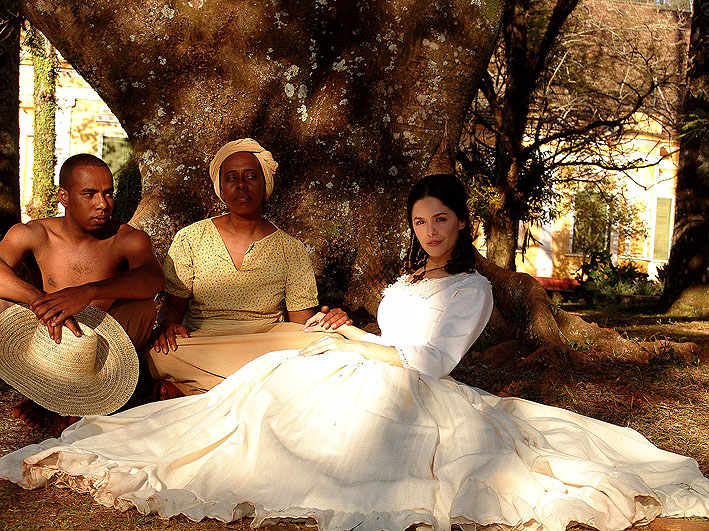
Кадр із бразильської теленовели «Рабиня Ізаура»

## Особливості
Теленовели переважно довготривалі вони показуються по телебаченню півроку, рік або й більше. Кількість серій буває різна, від 60 («Ніхто, крім тебе», 1985) до 800 («У кохання — жіноче обличчя», 1964—1971) і більше. Та найчастіше зустрічається формат серіалу 100—200 серій. Серії теленовел показують в будні дні, 5 разів на тиждень. На відміну від «мильних опер», сценарій теленовел пишеться із вже задуманою кінцівкою (найчастіше це весілля головних героїв, хоча бувають винятки). Крім павільйонної зйомки, як у «мильних операх» сцени часто знімаються на вулицях і на природі.
Теленовела найчастіше ділиться на 2—3 фази (частини), інколи 5: 1 фаза передісторія, з 2 починається розвиток основного сюжету. У різних країнах теленовели знімають або вже по написаному сценарію (як, наприклад, в Аргентині), або ж сценарій дописується по ходу зйомок (Мексика, Венесуела).
За жанровою класифікацією теленовела поділяється на такі різновиди:
- Рожева, де зображена нелегка доля гарної, але бідної дівчини, яку переслідують лихо та нещастя, але зрештою вона стає щасливою (переважна більшість теленовел, наприклад мексиканські теленовели «Просто Марія» (1989), «Багаті теж плачуть» (1979—1980); «Дика роза» (1987—1988); «Селеста» (1991).
- Дидактична, що має реалістичне спрямування, у якій висвітлюються соціальні теми бідності та інші (це значна кількість бразильських теленовел).
- Історична романтична історія, яка розповідає або про реальні історичні події («Справжнє кохання»), або є просто історичним антуражем («Зорро: шпага та троянда»), такі теленовели ще називають костюмованими.
- Дитяча теленовела для дітей і про дітей (наприклад, відомі аргентинські теленовели «Дітвора», «Блакитне дерево»).
- Молодіжна для підлітків («Буремний шлях», 2002—2003).
- Драмедія» — поєднують у собі комедію і драму (наприклад, колумбійські серіали «Педро Чудовий», «Я — негарна Бетті»).
- Теленовела шоубізнесу, головними героями яких є топмоделі, попвиконавці («Як в кіно»).

Часто в теленовелах присутній елемент містики, трилеру («Вовчиця», 1997, «Падре Корахе», 2004), детективу («Вовче лігвище», 1986), бойовика («Тілоохоронець», 2005; «Лице Аналії», 2008), еротики («Латинський коханець», 2001). Останнім часом з'являються теленовели з повністю детективним сюжетом («Мачуха», 2005, «Жінка Іуди», 2002).
Не рідко знімаються ремейки на колись популярні теленовели, не тільки латиноамериканськими країнами, але й іншими. Навіть в США знімають ремейки на латиноамериканські теленовели — наприклад «Потворна Бетті» (Ugly Betty, 2006—2009) ремейк колумбійського серіалу «Я — негарна Бетті», а також варто згадати американський і мексиканський ремейки на успішний аргентинський серіал «Жінки-вбивці», 2005. Теленовела популярна у всіх куточках світу. З початку 80-х років теленовели почали знімати в Іспанії, Італії, малих латиноамериканських державах, а з початку 90-х у Німеччині, Португалії, Польщі, Румунії, Росії, Україні, Болгарії, Сербії, Туреччині, Ізраїлі, Південній Кореї, Японії, Індії, Греції, Індонезії, Філіппінах.

## Цікаві факти
- Бразильська телекомпанія «Глобу» є однією з найбільших у світі. Сама студія займає 12 кв. км. Знаходиться вона в телевізійному «містечку» Прожак (щось на зразок бразильського Голлівуду), неподалік від Ріо-де-Жанейро. Різні будівлі, в тому числі цехи де шиють одяг і костюми, і де виготовляють декорації займають 310 кв. км, а ліси Прожаку 600 кв. км. Телекомпанія «Глобу» появилась в 1965 році, а її студія була побудована в 1993. В цехах Прожаку виготовляють навіть накладні животи і немовлят із латексу, що схожі на справжніх.
- Хоч в останній час такі сюжетні повороти в теленовелах, як амнезія, втрата дітей та інші вважаються стереотипними та не оригінальними, в 90-х роках цими прийомами не рідко користувались, особливо у Венесуелі і Аргентині. Інколи подібні сюжети суперечили реальності і здоровому глузду — персонаж Андреа дель Бока із серіалу «Циганка» двічі втрачала пам'ять, а головна героїня серіалу «Дика кішка» двічі врятувала життя двом різним чоловікам після двох авіакатастроф.
- На перегляд останньої серії серіалу «Вовче лігвище», яку деякі мексиканські видання називали «теленовелою всіх часів» поспішала значна частина жителів Мехіко через що був паралізований рух не тільки на дорогах, але й в системі метрополітену.
- Мексиканська теленовела «Вовчиця», виробництва телекомпанії «TV Azteca», що відрізняється випуском серіалів з оригінальними сюжетами, була названа «першою теленовелою жахів».
- Актори, щоб якнайкраще увійти у свою роль, навчаються тому, чим займаються їхні персонажі. Наприклад, Мурілу Бенісіу, щоб зіграти переконливо юнака Лео в серіалі «Клон», навчився кататись на скейтборді, а Джованна Антонеллі, що зіграла роль Джад в цьому ж серіалі, вчилась танцювати арабські танці. Мексиканська акторка Сурія Вега для ролі у теленовелі «Море кохання» навчилась ловити рибу та обробляти човни. Мексиканська актриса Марія Сорте, для того щоб зіграти головну роль в серіалі «Моя друга мама», не тільки вчилась ходити по подіуму, а й спілкувалась із жінками, що пережили сексуальне насильство.